# العجاجية (الرقة)
العجاجية قرية سورية تتبع ناحية الجرنية في منطقة الثورة في محافظة الرقة. بلغ عدد سكانها 284 نسمة في عام 2004 حسب إحصاء المكتب المركزي للإحصاء.